# アンリ・マーク・アミ
アンリ・マーク・アミ（Henri-Marc Ami、1858年11月23日 - 1931年1月4日）はカナダの考古学者である。
ケベック州の Belle-Riviere に生まれた。マギル大学で学び、カナダ地質調査所で働いた。Ottawa Naturalist の編集者を務めた。1905年にロンドン地質学会からビグスビー・メダルを受賞した。
モントリオールの名家の娘と結婚し、1911年にフランスでの考古学に専念するためにカナダ地質調査所を退職した。1926年から1931年に没するまでコンブ・カペルの遺跡の発掘を行った。フランス政府とカナダ王立協会の資金でカナダ先史学学校 (Ecole canadienne de prehistoire) を設立した。